# アズマギク
アズマギク（東菊、学名： Erigeron thunbergii ）はキク科ムカシヨモギ属の多年草。
同名の園芸品種として栽培されているのは、キク科ミヤマヨメナ属のミヤコワスレ Gymnaster savatieri のこと。
花言葉は「尊い愛」「別れ」。

## 分布
本州中部以北の日当たりのよい山地の草原に群生する。局地変異が多く、高山には亜種や変種が多く見られる。

## 生長
春に芽を出すと同時に、中心から花芽を伸ばし、4～6月ごろに紫色の花を1茎に1花咲かせる。
花後にはわき芽を伸ばして新葉をロゼット状に開く。葉はへら状で短毛が密生する。冬が近づくとロゼットの中心に翌年の花芽を抱いた状態になる。栽培下では、この花芽が秋から冬に咲いてしまうこともある。
冬になると、花芽を抱いたまま周りの葉が枯れ、中心にわずかに葉を残した状態で春を待つ。
茎の高さは20〜30cm程度。

## 亜種、変種
アズマギクの高山型の亜種、変種として次のようなものがある。
- ミヤマアズマギク（深山東菊、学名：Erigeron thunbergii subsp. glabratus ）
  - ジョウシュウアズマギク（上州東菊、学名： Erigeron thunbergii subsp. glabratus var. heterotrichus ）
- アポイアズマギク（アポイ東菊、学名： Erigeron thunbergii var. angustifolius ）[2]